# Slagbom
Slagbom eller lad är den del av en vävstol där vävskeden anbringas. Slagbommen är upphängd i vävstolens sidostycken.
Det är genom att föra slagbommen fram och åter med lämpligt avvägd kraft som inslaget packas i väven. Vid vävning av exempelvis trasmattor fordras ett hårt anslag och ofta upprepas slaget en eller två gånger ytterligare. Vid vävning av gardiner, som ska vara av tunn kvalitet, kan det räcka att försiktigt fösa ihop inslaget utan någon som helst kraft i slagbommen.
Vid långtidsförvaring av en nermonterad vävstol är just förvaringen av slagbommen särskilt viktig. En sned slagbom orsakar sneda vävar och till det finns inget botemedel.
Ordet "slagbom" finns belagt i svenska språket sedan 1795.